# كريس سوليفان (ممثل)
كريس سوليفان (مواليد 19 يوليو 1980) هو ممثل ومغني أمريكي، أشتهر لدوره في مسلسل هؤلاء نحن.

## روابط خارجية
- كريس سوليفان على موقع IMDb (الإنجليزية)
- كريس سوليفان على موقع ميوزك برينز (الإنجليزية)
- كريس سوليفان على موقع قاعدة بيانات الفيلم (الإنجليزية)